# Baykar Sivazliyan
Baykar Sivazliyan (Istanbul, 21 febbraio 1953) è un politico, turcologo e armenista armeno.

## Biografia
Dopo gli studi elementari e medie inferiori nella scuola armena “Mesropyan” per le minoranze della città natale nel 1966 si trasferisce a Venezia, si diploma con i massimi dei voti presso il Collegio Armeno Moorat-Raphael di Venezia nel 1971. Si scrive all'Università Ca' Foscari Venezia dove si laurea con 110 e lode e con l'onore alla stampa della tesi di laurea in Lingue e Letterature Orientali, si specializza in lingua e letteratura turca e in armenistica. 
Dal 1979, inizia a insegnare presso il Collegio Armeno Liceo Scientifico Moorat-Raphael di Venezia, Storia Armena, nello stesso istituto dal 1981 al 1993 dirigerà anche la Segreteria Generale dell'Istituto. Dal 1981 (tuttora) insegna la lingua armena presso l'Università degli Studi di Milano (Dipartimento di Lingue e Letterature Straniere). Dal 1999 al 2006 viene chiamato presso l'Università del Salento (Lecce) per istituire la cattedra di Lingua e Letteratura Turca, dove ha insegnato la materia della propria specializzazione ininterrottamente per sette anni. 
È autore di una ventina di monografie sulla cultura e storia armena, sulla situazione delle minoranze nell'Impero ottomano e della minoranza armena nel Veneto. È autore di circa una sessantina di articoli scientifici, in diverse lingue.
Consulente di numerosi enti pubblici e statali (Comune e Provincia di Venezia, Regione Veneto, Provincia di Milano e di Roma, ecc.) per i problemi delle minoranze. Dal 2005 è membro del Consiglio dell'Unione degli Armeni d'Italia e dal 2009 al 13 marzo 2016 ha ricoperto la carica di Presidente dello stesso Ente Morale, riconosciuto dalla Presidente della Repubblica Italiana (eretto in Ente Morale il 2/4/1955 – Decreto del Presidente della Repubblica nº 709). Membro di molte associazioni internazionali di armenisti ed orientalisti. Dal 2014 è membro del Comitato Statale della Repubblica d'Armenia, istituzione inter-armena, per la Commemorazione del centenario del Genocidio degli Armeni del 1915. 

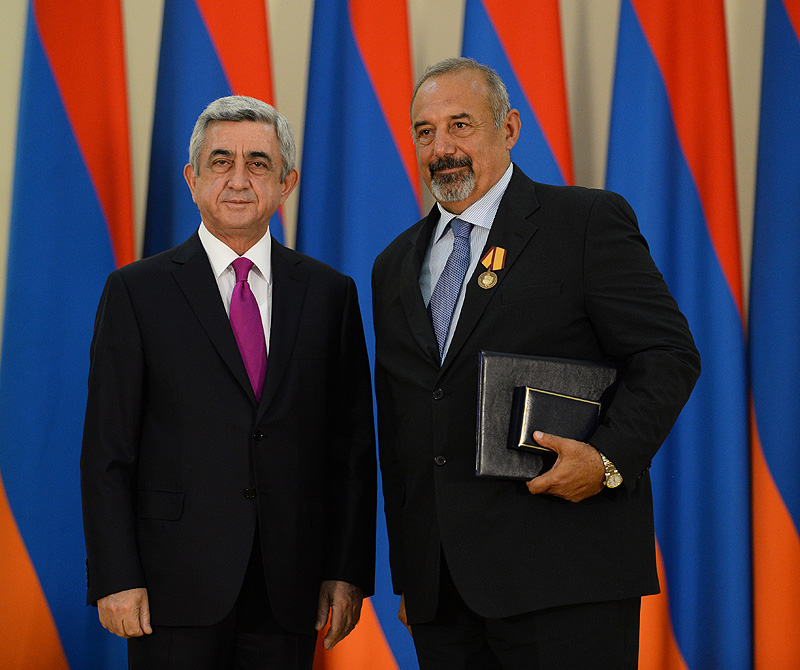
Baykar Sivazliyan

È Accademico dell'Accademia dei Filopatridi di Savignano sul Rubicone, come membro effettivo.
Insignito della Medaglia d'Onore “Mayrenii Despan” del Ministero della Diaspora della Repubblica dell'Armenia, per 35 anni di insegnamento della lingua armena all'estero e della massima onorificenza della Presidenza della Repubblica Armena “Movses Khorenatzi”, per avere speso quarant'anni della propria vita per le buone relazioni fra l'Italia e l'Armenia.
Dal dicembre 2019 è tornato alla guida dell'Unione degli Armeni d'Italia.

## Pubblicazioni
- Documenti di Architettura Armena, ANI, Facoltà di Architettura del Politecnico di Milano, Accademia delle Scienze dell'Armenia Sovietica, no.12, (la parte dell'intero testo in lingua armena) Milano, 1984, Stamperia Armena, Venezia.
- Documenti di Architettura Armena, HAGHARTZIN, Facoltà di Architettura del Politecnico di Milano, Accademia delle Scienze dell'Armenia Sovietica, n°. 13, (la parte dell'intero testo in lingua armena) Milano, 1984, Stamperia Armena, Venezia.
- Documenti di Architettura Armena, AMAGHU NORAVANK, Facoltà di Architettura del Politecnico di Milano, Accademia delle Scienze dell'Armenia Sovietica, n°. 14, (la parte dell'intero testo in lingua armena) Milano, 1985, Stamperia Armena, Venezia.
- Quartine di Hovhannes Tumanian, UGAB-Milano, 1985.
- Scambi Culturali, Economici, Amministrativi tra gli armeni e l'Impero Ottomano, nel XIX secolo (con presentazione, analisi e traduzione delle fonti inerenti armene ed ottomane), Venezia Tipografia Armena, 1986.
- Poesie di Vahan Derian, UGAB-Milano, Artipo, 1986.
- Leggende del Popolo Armeno, (coedizione con Scilla Abbiati), Arcana Editrice, Milano, 1988.
- Vahram Mavian, UGAB-Milano, Artipo, 1989.
- Armeni, Ebrei, Greci, Stampatori a Venezia, Casa Editrice Armena – Provincia di Venezia, 1989.
- Alcuni Scritti (1970-1990), Saggi Storici, interventi ai convegni sulla questione armena, critiche letterarie, articoli vari, Venezia, Isola di San Lazzaro, 1990.
- Gli Armeni in Italia, La nascita dei primi libri a stampa nel cuore della Serenissima, De Luca, Edizioni d'Arte, 1990.
- Leggende del popolo curdo, (con lo pseudonimo di Balulì Zana), Arcana Editrice, Milano, 1992.
- Del Veneto, Dell'Armenia e degli Armeni, Regione del Veneto-Canova editrice, Venezia, 2000 (I°volume).
- Del Veneto, Dell'Armenia e degli Armeni, La memoria dell'integrazione, Regione del Veneto-Canova editrice, Venezia 2003 (II° volume).
- Tracce della presenza mussulmano-ottomana in Italia meridionale con particolare riferimento alla Puglia- Trace of the ottoman-muslim presence in southern Italy with particular reference to Apulia, Edizioni Rosato-Lecce, 2007. (libro bilingue italiano-inglese)
- Elevating and Safeguarding Culture Using Tools of the Information Society, Dusty trace of the Muslim Culture, EU community initiative programme Interreg III B Archimed, (volume con il testo in lingua inglese), Livanis Publishing, Atene, 2008.
- Ospiti Silenziosi. I Curdi in Italia, Terra Ferma Editore, Crocetta del Montello, 2008.
- Armenia, Impronte di una civiltà, Catalogo della Mostra, Comitato per le Celebrazioni del V Centenario della Stampa Armena, contributo con “L'Ordine Mechitarista: cenni sulla storia e all'attività”. Skira, Ginevra-Milano 2011.
- Appunti sull'editoria armena in Italia e la saggia figura dell'Abate Giovanni Cristofaro Amaduzzi, Accademia dei Filopatridi, Pontevecchio Editore, Savignano sul Rubicone, 2013.
- La produzione e l'uso del vino nella civiltà antica e odierna degli Armeni, Muvit, Perugia, 2014
- Leggende del Popolo Armeno (riedizione rivisitata con aggiunte), Tarka editore, Massa Carrara, 2015
- Gli Adoratori della Croce, Armenia 2005, Giunti Firenze-Lugano, contributo, “I Khatchkar nella modernità. Segno cristiano dell'identità nazionale laica degli armeni”. Museo delle Culture, Lugano, marzo, 2015
- A Cura e Prefazione del Catalogo della Mostra Popolo dell'Arca, Vittoriano, Roma, Skira Editore, marzo 2015
- Storie e Leggende del popolo curdo, Tarka editore, Massa Carrara, 2015

| Controllo di autorità | VIAF (EN) 69105872 · ISNI (EN) 0000 0000 6154 6219 · SBN CFIV019958 · LCCN (EN) nr96027431 |